# Epeorus ninae
Epeorus ninae is een haft uit de familie Heptageniidae. De wetenschappelijke naam van de soort is voor het eerst geldig gepubliceerd in 1995 door Kluge.
De soort komt voor in het Palearctisch gebied.